# Паровой человек в прериях
Паровой человек в прериях (англ. The Steam Man of the Prairies) — произведение Эдварда Эллиса, первый американский научно-фантастический бульварный роман, прообраз серии книг о Фрэнке Риде. Один из первых образцов жанра эдисонады, подстегнувший его развитие. Эллис был плодовитым писателем XIX века, более известным как историк и биограф, был источником первых сюжетов о пионерах-первопроходцах в стиле Дж. Купера. Этот роман, возможно, был вдохновлен «роботом» на паровой тяге, которого сконструировал американский изобретатель Цадок Дедерик. Роман выдержал шесть переизданий с 1868 по 1904 год. Экземпляр первого издания 1868 года хранится в Музее и библиотеке Розенбаха в Филадельфии.

## Сюжет
Итан Хопкинс и Микки Максквизл, «янки» и «ирландец», встречают в американских прериях огромную человекоподобную машину на паровой тяге. Её построил подросток Джонни Брейнерд, путешествующий по Дикому Западу в повозке, которую везёт паровой человек.

## Издания
- Edward S. Ellis. The Steam Man of the Prairies // Beadle’s American Novel — No. 45, August 1868.
- Edward S. Ellis. The Huge Hunter; or, The Steam Man of the Prairies // Beadle’s Half Dime Library — Vol. 11 No. 271, October 3, 1882.
- Edward S. Ellis. The Huge Hunter; or, The Steam Man of the Prairies // Beadle’s Half Dime Library — No. 1156.
- Edward S. Ellis. The Huge Hunter; or, The Steam Man of the Prairies // Beadle’s New Dime Novels — No. 591, January 27, 1885.
- Edward S. Ellis. The Huge Hunter; or, The Steam Man of the Prairies // Beadle’s Pocket Novels — No. 40, January 4, 1876.
- Edward S. Ellis. The Huge Hunter; or, The Steam Man of the Prairies // Frank Starr’s American Novels — No. 14, 1869.
- Edward S. Ellis. Baldy’s Boy Partner; or, Young Brainerd’s Steam Man // Pocket Library — No. 245, September 19, 1888.